# Regg'Lyss
 (mars 2015).
Si vous disposez d'ouvrages ou d'articles de référence ou si vous connaissez des sites web de qualité traitant du thème abordé ici, merci de compléter l'article en donnant les références utiles à sa vérifiabilité et en les liant à la section « Notes et références ».
Regg'Lyss (jeu de mots entre « reggae », « glisse » et « réglisse ») est un groupe de reggae languedocien.
Le groupe est créé en 1984 à Fabrègues et rassemble une dizaine d'amis désireux d'explorer un nouveau style, le « Jamadoc », « un espéranto musical pour un pays fantasmé entre Jamaïque et Occitanie ».
Le groupe a rapidement un succès local dans la région de Montpellier. Après une sélection au Printemps de Bourges en 1990, il sort son premier album Vive les Gestes en 1992. 
La chanson Mets de l'huile devient l'un des grands succès des années 1993-1994 en France, atteignant par deux fois le numéro un au Top 50, y restant classé 32 semaines consécutives. Le groupe est nommé aux Victoires de la musique 1994.
Regg'lyss se sépare après la sortie de son troisième album, faute d'avoir connu un aussi grand succès par la suite.
Depuis 2007, Roland Ramade est membre d'un autre groupe : L'Art à Tatouille.
Le 30 mars 2012, L'Hérault du Jour – La Marseillaise, puis le lendemain le quotidien héraultais Midi libre annonce la reformation du groupe pour un concert unique le 19 octobre 2012 à la salle Victoire 2 de Saint-Jean-de-Védas.

## Membres
Le groupe était composé de :
- Roland Ramade - chant et harmonica
- Doumé Levesque - batterie
- Rémi Levesque - guitare rythmique
- Bernard Levesque - claviers
- Christian Azéma - percussions
- Zawé Fizin - guitare mélodique
- Pierre Diaz - saxophone ténor
- Alexandre Augé - saxophones alto et soprano
- Victor Fanjul - trompette
- André Fauquier - trombone
- Yoann Devin (Bidir) - Manager

## Discographie (albums)
- 1992 : Vive les gestes
- 1995 : El gusanillo
- 1997 : Le monde tourne
  1. J'aime les mots
  2. La musique sera ma revanche
  3. Bronze un coup
  4. Ça va mieux
  5. Les 3 ombres
  6. Je suis venu te dire que je m'en vais
  7. Yes papa
  8. Ketre Tharei
  9. Le monde tourne
  10. Sans cette espérance
  11. Souviens-toi
  12. Le Fantôme
- 2013 : Le Live
  1. Vingt ans et toutes nos dents
  2. Le Rocher
  3. Poses mes valises
  4. Jamadoc
  5. Le Petit Chemin
  6. Le Comptoir
  7. La Poupée
  8. Nadia et Virginie
  9. Vive les gestes
  10. Pas la peine
  11. Yes papa
  12. T'as déjà vu la mer
  13. Présentation
  14. Mets de l'huile
  15. Non le reggae n'est pas mort
  16. Stop That Train